# پنتریچ، داربی‌شر
پنتریچ (به انگلیسی: Pentrich) یک روستا و محله مدنی در بریتانیا است که در دره امبر واقع شده‌است. پنتریچ ۱۹۱ نفر جمعیت دارد.